# Prefettura apostolica di Xinjiang
La prefettura apostolica di Xinjiang (in latino: Praefectura Apostolica Kiangchovensis) è una sede della Chiesa cattolica in Cina. Nel 1949 contava 7.546 battezzati su 2.000.000 di abitanti. La sede è vacante.

## Territorio
La prefettura apostolica comprende parte della provincia cinese dello Shanxi.
Sede prefettizia è la città di Xinjiang (o Jiangzhou).

## Storia
La prefettura apostolica di Jiangzhou (Xinjiang o Kiangchow) è stata eretta il 25 maggio 1936 con la bolla Ad Christi Evangelium di papa Pio XI, ricavandone il territorio dal vicariato apostolico di Luanfu (oggi diocesi di Lu'an).
Nel 2006 sono deceduti due vescovi della prefettura: Agostino Zheng Shouduo, vescovo dal 1982 e deceduto il 16 luglio 2006, ed il suo successore Giosafat Li Hongguang, ordinato vescovo coadiutore nel 1996 e deceduto il 13 dicembre 2006. Nel 2007 «la prefettura apostolica contava oggi oltre 10.000 cattolici, per lo più contadini, sparsi in 17 contee su una superficie di 17.000 km²: ci sono 29 sacerdoti e una quarantina di religiose della congregazione diocesana "Pu Zhao"». Il 21 settembre 2010 è stato ordinato nuovo vescovo della circoscrizione ecclesiastica il sacerdote Pietro Wu Junwei.
Secondo fonti giornalistiche e agenzie di stampa, la prefettura apostolica è oggi comunemente nota con il nome di diocesi di Yuncheng.

## Cronotassi dei vescovi
Si omettono i periodi di sede vacante non superiori ai 2 anni o non storicamente accertati.
- Quintinus Pessers, O.F.M. † (4 dicembre 1936 - 1983 deceduto)
  - Sede vacante
  - Agostino Zheng Shouduo † (23 settembre 1982 consacrato - 16 luglio 2006 deceduto)
  - Giosafat Li Hongguang † (16 luglio 2006 succeduto - 13 dicembre 2006 deceduto)
  - Pietro Wu Junwei † (21 settembre 2010 consacrato - 10 maggio 2022 deceduto)

## Statistiche
La prefettura apostolica nel 1949 su una popolazione di 2.000.000 di persone contava 7.546 battezzati, corrispondenti allo 0,4% del totale.
| anno | popolazione | popolazione | popolazione | presbiteri | presbiteri | presbiteri | presbiteri                | diaconi | religiosi | religiosi | parrocchie |
| anno | battezzati  | totale      | %           | numero     | secolari   | regolari   | battezzati per presbitero | diaconi | uomini    | donne     | parrocchie |
| ---- | ----------- | ----------- | ----------- | ---------- | ---------- | ---------- | ------------------------- | ------- | --------- | --------- | ---------- |
| 1949 | 7.546       | 2.000.000   | 0,4         | 14         | 3          | 11         | 539                       |         |           | 14        | 5          |